# Luca Ravenna
Luca Filippo Ravenna (Milano, 27 settembre 1987) è un comico e autore televisivo italiano.

## Carriera
Nato e cresciuto a Milano, all'età di 19 anni si trasferisce a Roma per studiare presso il Centro sperimentale di cinematografia, dove si diploma nel 2011 in sceneggiatura. Tra le prime esperienze di scrittura vi è la collaborazione con il gruppo comico romano The Pills in alcuni sketch pubblicati su YouTube nonché, successivamente, del loro primo lungometraggio The Pills - Sempre meglio che lavorare, uscito nei cinema italiani nel 2016.
Tra il 2014 e il 2016 fa parte del team di sceneggiatori della sitcom Zio Gianni trasmessa da Rai 2 ed è l'autore della webserie Non c'è problema, prodotta per Repubblica.it.
La sua carriera subisce una svolta sostanziale quando decide di dedicarsi alle esibizioni di tipo stand-up con testi scritti da lui. Dopo aver partecipato ai programmi televisivi Natural Born Comedians e Stand Up Comedy, entrambi su Comedy Central, nel 2018 porta in tour il suo primo spettacolo intitolato In the ghetto. Parallelamente all'attività di comico, svolge quella di autore televisivo, collaborando con programmi come Quelli che il calcio.
Il 17 aprile 2020 esce online il suo secondo spettacolo Luca Ravenna Live @, in collaborazione con Aguilar e Indigo Film, a cui segue l'evento Rodrigo Live su tutto il territorio nazionale. Dallo stesso anno, insieme a Edoardo Ferrario, conduce il podcast Cachemire - Un podcast morbidissimo, in uscita settimanale su YouTube. In seguito il duo comico organizza il Cachemire Summer Tour, con tappe in tutto il territorio nazionale.
Nel marzo 2021 pubblica tramite la piattaforma The Comedy Club lo spettacolo totalmente improvvisato Luca Ravenna: Improv Special vol.1 mentre, ad aprile, partecipa come concorrente al game show LOL - Chi ride è fuori, su Prime Video. Nel giugno successivo debutta come attore nel film Appunti di un venditore di donne, con regia di Fabio Resinaro, adattamento cinematografico dell'omonimo romanzo di Giorgio Faletti.
Nel 2022 scrive e dirige il monologo comico dal titolo 568, registrando il tutto esaurito in diverse città italiane. Nel corso dell'anno viene inoltre scelto (con Edoardo Ferrario) per doppiare il secondo film della serie animata statunitense Beavis and Butt-head, uscito nel 2022 con il titolo Beavis & Butt-Head alla conquista dell'universo.
Dal gennaio 2023 è autore e conduttore, insieme al collega comico Daniele Tinti, del podcast sportivo TAQ - Tutti allenatori qui, trasformato poi nel nuovo format chiamato Antenna Sport trasmesso sempre tramite il web nel 2024. Nel marzo successivo annuncia invece le date di Red Sox tour che coprirà le maggiori città italiane dall'autunno 2023 alla primavera 2024.

## Stile e influenze
Grande appassionato di cinema e tifoso interista, ha dichiarato di ispirarsi allo stile comico anglosassone, in particolare modo a Louis C.K. e Eddie Izzard.

## Spettacoli comici
- In the Ghetto (2018)
- Luca Ravenna Live @ (2020)
- Rodrigo Live (dal 2020)
- Luca Ravenna: Improv Special vol.1 (2021)
- Cachemire Summer Tour (2021)
- 568 (2022)
- Red Sox (2023)
- Flamingo (2026)

## Televisione
- Zio Gianni (Rai 2, 2015-2016)
- Natural Born Comedians (Comedy Central, 2015-2016)
- Quelli che il calcio (Rai 2, 2016-2017)
- Stand Up Comedy (Comedy Central, 2017-2018)

## Web
- Non c'è problema (Repubblica.it, 2015)
- Cachemire - Un podcast morbidissimo (YouTube, 2020 - 2023)
- LOL - Chi ride è fuori (Prime Video, 2021)
- Cachemire Summer Tour - Il film (The Comedy Club, 2021)
- TAQ - Tutti allenatori qui (Spotify, 2023)
- Antenna Sport (YouTube, 2024 - in corso)

## Filmografia

### Sceneggiatore
- The Pills - Sempre meglio che lavorare, regia di Luca Vecchi (2016)

### Attore
- Appunti di un venditore di donne, regia di Fabio Resinaro (2021)

### Doppiatore
- Beavis & Butt-Head alla conquista dell'universo, regia di John Rice e Albert Calleros (2022)
- Il Baracchino – serie TV (2025)

## Opere letterarie
- A.A.V.V., Stand-up Comedy. La prima antologia italiana, a cura di Giulio D'Antona, collana Enaudi Stile Libero Extra, Einaudi, 2019, ISBN 978-88-0624-093-6.